# Ronny Surma
Ronny Surma (* 17. April 1988 in Dresden) ist ein ehemaliger deutscher Fußballspieler.

## Karriere
Ronny Surma begann mit sechs Jahren das Fußballspielen bei Dynamo Dresden und verbrachte seine ganze Jugendzeit bei diesem Verein. Nach dem Wechsel in den Seniorenbereich spielte er in der zweiten Mannschaft von Dynamo in der Oberliga. Er stand zwar auch im Aufgebot der Regionalligamannschaft, kam aber unter den Trainern Norbert Meier und Eduard Geyer nicht zum Zug.
Daraufhin wechselte er 2008 nach Potsdam zum viertklassigen SV Babelsberg 03. Er konnte sich auf Anhieb durchsetzen und war in der kompletten Saison Stammspieler in der Innenverteidigung. Auch im Jahr darauf behauptete er seinen Platz und schaffte mit dem SVB den Aufstieg in die 3. Liga. In seinem dritten Jahr verlor er zwischenzeitlich seine Stammposition, auch weil ihn langwierige Verletzungen beeinträchtigten. Außerdem wurde er in dieser Saison gleich zweimal vom Platz gestellt (einmal Rot, einmal Gelb-Rot) und insgesamt für vier Spiele gesperrt. So kam er am Ende nur auf 20 Einsätze. Insgesamt absolvierte Surma 59 Regionalligaspiele sowie 43 Einsätze in der 3. Liga für die Potsdamer.
Am 3. Juli 2012 gab der Regionalligist Sportfreunde Lotte die Verpflichtung von Surma bekannt. Nach nur fünf Kurzeinsätzen zu Beginn der Saison 2012/13 wechselte der Innenverteidiger im Januar 2013 zum 1. FC Lokomotive Leipzig.
Nach der Rückrunde bei den Leipzigern schloss sich Surma im Sommer 2013 der Zweitvertretung von Hannover 96 an, bevor in der Winterpause der Saison 2014/2015 zum 1. FC Lokomotive Leipzig zurückkehrte.
Dort spielte er bis 2018. In diesem Jahr beendete Surma seine Spielerlaufbahn und wechselte in den Trainerstab der Blau-Gelben.

## Erfolge
- Aufstieg in die 3. Liga 2010 mit dem SV Babelsberg